# Teresa Gomes
Teresa Gomes de Almeida (Lisboa, 26 de novembro de 1883 — Lisboa, 13 de novembro de 1962) foi uma atriz portuguesa.

## Biografia
Teresa Gomes nasceu em Lisboa, no número 60 da Rua de Santo António à Estrela, freguesia de Santa Isabel, a 26 de novembro de 1883, filha natural do barbeiro viúvo Ludgero Veríssimo Gomes, natural de Lisboa, freguesia de Santos-o-Velho e de Teresa Melanda, natural de Alhadas, do concelho da Figueira da Foz.

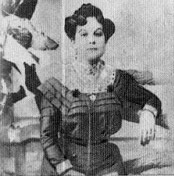
Retrato da atriz Teresa Gomes aos 28 anos (1912).

Ainda jovem, inicia-se no ofício de costureira, casando, aos 23 anos, a 26 de agosto de 1907, com o comerciante António Sampaio Martins, natural de Coimbra, freguesia de São Bartolomeu, no oratório da Cadeia da Relação, no Porto, onde o noivo se encontrava preso, por razões desconhecidas. Mais tarde irá separar-se do marido.
A sua vocação para o teatro despertou quando ela tinha 26 anos, numa viagem a bordo de um paquete vindo do Brasil durante a qual entrou em contacto com a companhia teatral de Afonso Taveira e com o seu futuro marido, o ator Álvaro de Almeida, com quem se junta, ainda casada com o primeiro marido.
Em 1911, estreia-se como corista na revista A Musa dos Estudantes, no Teatro da Trindade, onde permaneceu 8 anos e a partir daí desempenhou já papéis de importância, de figuras emblemáticas alfacinhas. Tendo-se afirmado uma artista boa classe, passou para o Teatro São Luiz, onde se destaca a revelação da sua veia cómica na primeira revista que fez como atriz, em Pé de Meia, de Eduardo Schwalbach, em 1919, ou a sua interpretação do papel de "comadre Zefa" na peça Dois Garotos, entre muitas outras.
Para além da revista à portuguesa, Teresa Gomes experimentou o teatro declamado, a opereta, a ópera cómica e o género dramático, tendo trabalhado nas Companhias de José Ricardo, Nascimento Fernandes, Maria Matos, Maria das Neves, Hortense Luz, Vasco Morgado, na Companhia Rey Colaço-Robles Monteiro, no Maria Vitória, no Avenida, entre outros. Foi uma atriz muito popular e estimada pelo público.

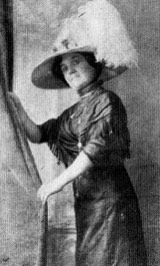
Teresa Gomes nos seus tempos de corista do Teatro da Trindade.

O seu talento ficou ainda impresso no cinema português, em filmes como Lisboa, Crónica Anedótica (1930), de Leitão de Barros, O Pai Tirano (1941), de António Lopes Ribeiro, onde representou a personagem "Teresa", Fátima Terra de Fé (1943), de Jorge Brum do Canto, Os Vizinhos do Rés-do-Chão (1947), de Alejandro Perla, onde representou a personagem "Isabel" e O Costa d'África (1954), de João Mendes, onde representou a personagem "Velhota da cabine telefónica". No entanto, o seu papel mais conhecido na tela portuguesa é, sem dúvida, o de tia de Vasco Santana, juntamente com Sofia Santos, no filme A Canção de Lisboa (1933), de Cottinelli Telmo. Destacam-se também as suas atuações na Emissora Nacional e em postos particulares de rádio.

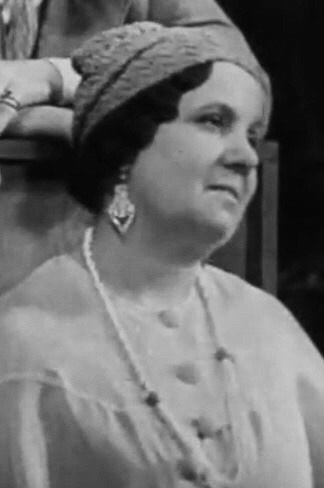
Teresa Gomes no papel de "Tia Perpétua" no filme A Canção de Lisboa (1933).

Já divorciada do primeiro marido há dois anos, casa-se finalmente com o seu companheiro, o ator Álvaro de Almeida, a 25 de outubro de 1937, em Lisboa, tendo enviuvado do mesmo a 2 de fevereiro de 1945, sendo informada da notícia prestes a entrar em palco. O público, que notou a profunda tristeza no seu semblante, ao ser informado, presenteou-a com uma enorme ovação no final da peça.
A sua última atuação ocorreu no Teatro Maria Vitória, a 31 de maio de 1958, na peça Abaixo as saias, ao lado de António Silva, Irene Isidro, Barroso Lopes e Raul Solnado. A 6 de outubro de 1959, realizou-se no Coliseu dos Recreios, a sua festa de despedida e homenagem, com lotação esgotada, na qual participaram muitos artistas, tendo o elenco revivido a revista Encosta a Cabecinha e Chora. Américo Covões, empresário do Coliseu, pela mão de Costinha, ofereceu-lhe um valioso medalhão com a data da homenagem e uma legenda, e Luís de Oliveira Guimarães, em representação da Sociedade dos Escritores e Compositores Teatraism, saudou-a em termos entusiásticos.
A 12 de outubro de 1959, é agraciada com as insígnias de Dama da Ordem Militar de Sant'Iago da Espada, no Palácio de Belém, sendo a condecoração publicada em Diário da República a 23 de outubro de 1959.
Já reformada, faleceu a 13 de novembro de 1962, aos 78 anos, no quarto andar direito do número 166 da Rua Rodrigues Sampaio, freguesia de Coração de Jesus, em Lisboa, onde residia, de causas naturais. O seu funeral, que saiu da Basílica da Estrela para o Cemitério dos Prazeres, onde a atriz foi sepultada no Talhão dos Artistas, foi largamente concorrido pela população, que lhe quis prestar uma última homenagem.
O seu nome faz parte da toponímia de: Almada (freguesia de Charneca de Caparica), Amadora (freguesia de Venda Nova), Lisboa (freguesia de São Domingos de Benfica, edital de 25 de outubro de 1971), Seixal (freguesias de Fernão Ferro e Torre da Marinha), Sesimbra (freguesia do Castelo), Setúbal (fregueia de Azeitão) e Sintra (freguesia de Algueirão-Mem Martins).

## Filmografia
- Lisboa, Crónica Anedótica (1930)
- A Canção de Lisboa (1933) - "Tia Perpétua"
- O Pai Tirano (1941) - "Teresa"
- Fátima Terra de Fé (1943)
- Os Vizinhos do Rés-do-Chão (1947) - "Isabel"
- O Costa d'África (1954) - "Velhota da cabine telefónica"